# 亚当·扎莫伊斯基
亚当·扎莫伊斯基（1949年1月11日—）是一位波兰裔英国历史学家和作家，主要作品有《波兰史》（Poland: A History）、《肖邦传》（Chopin: A Biography）、《莫斯科1812》（Moscow 1812: Napoleon's Fatal March）、《华沙1920》（Warsaw 1920: Lenin's Failed Conquest of Europe）等。